# Offa z Nortumbrii
Offa z Nortumbrii (żył w VIII wieku) – atheling anglosaskiego rodu władającego Nortumbrią.
Offa był synem króla Aldfritha i prawdopodobnie jego żony Cuthburgi. Z racji swego pochodzenia był athelingiem Nortumbrii, czyli potencjalnym następcą jej tronu. Nie jest jasne, dlaczego nigdy nie objął władzy, zwłaszcza że obaj jego bracia - Osred i Osric zasiadali na tronie. 
Jego imię w zapiskach historycznych pojawia się tylko raz, pod datą 750. Offa przebywał wówczas w klasztorze Lindisfarne. Klasztor ten oblegany był wówczas przez króla Eadberta, który żądał wydania mu ostatniego pozostałego przy życiu syna króla Aldfritha. Ówczesny opat Lindisfarne odmówił wydania Offy, za co został po zdobyciu opactwa uwięziony w twierdzy Bamburgh.